# Fotogrammi d'argento 1992
La 42ª edizione dei Fotogrammi d'argento, assegnati dalla rivista spagnola di cinema Fotogramas, si è svolta il 24 febbraio 1992.

## Premi e candidature

### Miglior film spagnolo
- Amantes - Amanti (Amantes), regia di Vicente Aranda

### Miglior film straniero
- Il padrino - Parte III (The Godfather: Part III), regia di Francis Ford Coppola  ·   Stati Uniti

### Miglior attrice cinematografica
- Marisa Paredes - Tacchi a spillo (Tacones lejanos)
- Victoria Abril - Amantes - Amanti (Amantes) e Tacchi a spillo (Tacones lejanos)
- Silvia Munt - Ali di farfalla (Alas de mariposa)
- Maribel Verdú - Amantes - Amanti (Amantes)

### Miglior attore cinematografico
- Fernando Guillén Cuervo - Don Giovanni negli inferni (Don Juan en los infiernos), Martes de carnaval e Què t'hi jugues, Mari Pili?
- Gabino Diego - Il re stupito (El rey pasmado) e La noche más hermosa
- Juan Diego - Il re stupito (El rey pasmado) e La noche más hermosa
- Jorge Sanz - Amantes - Amanti (Amantes)

### Miglior attrice televisiva
- Carmen Conesa - Las chicas de hoy en día
- Diana Peñalver - Las chicas de hoy en día
- Mercedes Sampietro - Una hija más
- Aitana Sánchez-Gijón - La huella del crimen

### Miglior attore televisivo
- Juan Echanove - Las chicas de hoy en día
- Manuel Bandera - Requiem por Granada
- Achero Mañas - Una hija más
- Juanjo Puigcorbé - La huella del crimen

### Miglior interprete teatrale
- Tricicle - Terific
- Angels Gonyalons - Memoria
- Amparo Larrañaga - La masion del amar e Una pareja singular
- Jose Luis Pellicena - Entre las ramas de la arboleda e Comedias bárbaras